# Sindora velutina
Sindora velutina är en ärtväxtart som beskrevs av John Gilbert Baker. Sindora velutina ingår i släktet Sindora och familjen ärtväxter. Inga underarter finns listade i Catalogue of Life.